# Kaamasjoki
Der Fluss Kaamasjoki liegt im finnischen Teil Lapplands.
Der Kaamasjoki entspringt in der Nähe der norwegischen Grenze in Lappland. Er fließt zunächst in östlicher und südöstlicher Richtung und wendet sich dann nach Süden und Südwesten. 
Er nimmt die Nebenflüsse Kielajoki, Pieltojoki und Syysjoki auf, durchfließt den See Vastusjärvi und mündet anschließend in den Mutusjärvi.
Kettujoki und Juutuanjoki bilden seine Fortsetzung zum Inarijärvi.
Der Kaamasjoki ist ein beliebter Fluss mit mäßiger Schwierigkeit, um mehrtägige Kanuwandertouren zu unternehmen.